# Pak Hyon-il
Pak Hyon-il ((박현일?, 朴賢日?); 21 settembre 1993) è un calciatore nordcoreano, difensore dell'Amrokgang e della nazionale nordcoreana.

## Carriera

### Club
Ha giocato nella prima divisione nordcoreana.

### Nazionale
Nel 2013 ha esordito in nazionale.